# 日蓮正宗
日蓮正宗（にちれんしょうしゅう）とは、宗祖日蓮を末法の本仏、三大秘法を宗旨とし、日本の静岡県富士宮市の大石寺を総本山とした富士門流に位置づけられる仏教の宗派である。講員数約86万人。

## 教義
種脱相対、日蓮本仏論を唱え、大石寺に伝えられる本門戒壇の大御本尊と唯授一人の血脈を仏法の根本とする。

### 基本
基本的教義は、宗教の五綱・宗旨の三箇（三大秘法）・血脈相承である。宗祖を本仏と仰ぎ、本門戒壇の大御本尊を信じ、題目を唱えるならば、どんな者でも必ず成仏できるとしている。また、仏教各宗派によってさまざまな戒律が説かれているが、日蓮正宗における戒とは捨悪と持善である。
経釈章疏は、法華三部経・宗祖遺文（『日蓮大聖人御書』）・派祖日興遺文・大石寺第9世日有遺文・大石寺第26世日寛遺文を正依とし、天台宗系統の摩訶止観10巻および弘決・法華玄義10巻および釈籤・法華文句10巻および疏記を傍依としている。
仏教の基礎である三宝は、以下のように説いている。「末法の三宝とは、久遠元初自受用報身如来の再誕、法即人の主師親三徳、本因妙の教主日蓮大聖人が仏宝であり、人即法の本地難思の境智冥合、事の一念三千、無作本有の南無妙法蓮華経の大曼荼羅が法宝であり、大白法を正しく継承された日興上人を随一とする歴代の法主上人が僧宝である。」。多宝塔や釈迦・多宝如来、等の仏像の制作・崇拝は一切禁止されている。

## 寺院・教会
- 総本山
  - 多宝富士大日蓮華山大石寺（たほうふじだいにちれんげざんたいせきじ〈別名は富士大石寺または富士山大石寺〉、静岡県富士宮市）
- 本山
  - 多宝富士山妙蓮寺（みょうれんじ、静岡県富士宮市）
  - 高永山本門寺（ほんもんじ〈通称讃岐本門寺〉、香川県三豊市）
  - 日知屋山定善寺（じょうぜんじ、宮崎県日向市）
- 古刹・名刹
  - 久遠山常泉寺（じょうせんじ、東京都墨田区）
  - 霊鷲山常在寺（じょうざいじ、東京都豊島区）
  - 正栄山妙縁寺（みょうえんじ、東京都墨田区）
  - 高照山妙光寺（みょうこうじ、東京都品川区）
  - 法道院（ほうどういん、東京都豊島区）
  - 大日蓮華山下之坊（しものぼう、静岡県富士宮市）
  - 法栄山上行寺（じょうぎょうじ、宮城県登米市）
  - 良円山住本寺（じゅうほんじ、京都市東山区）
  - 心蓮山敬台寺（きょうだいじ、徳島県徳島市）
  - 法泉山日正寺（にっしょうじ、札幌市北区）

- その他
  - 寺院は、総本山・本山の塔中坊、または山号と寺号あるいは院号公称 - 例：△△山○○寺、△△山○○院（実法山勧持院、六甲山堅持院、宏智山大慈院の3箇寺のみ、ただし千葉県館山市・自得院は例外的に寺院扱い）、教会は山号なしの院号公称、あるいは○○教会（小田原教会、防府教会、城山教会のみ）

また、本山に保田妙本寺があったが、離脱した。

## 沿革
1253年（建長5年）3月28日に立宗を内示され、4月28日に立宗を宣したとする。

### 明治・大正
1872年（明治5年）、明治政府は仏教各派に対し天台宗、真言宗、浄土宗、禅宗、浄土真宗、時宗、日蓮宗の七宗派に統合して各派から管長一名を設置するよう太政官布告を出した（一宗一管長制）。以後、大石寺とその末寺は、1872年から1874年（明治7年）には日蓮宗、1874年から1876年（明治9年）には日蓮宗勝劣派、1876年から1900年（明治33年）に日蓮宗興門派（1899年（明治32年）に本門宗と改称）に、それぞれ包括されていた。
この間、大石寺第54世日胤は、1873年（明治6年）に教部省へ「大石寺一本寺独立願い」を提出したが容れられなかった。
また、大石寺第55世日布は、分離独立を内務省に願い出るが、1884年（明治17年）の太政官布達により取り下げざるを得なくなる。
一方、日蓮宗興門派（本門宗）の管長は八本山が一年任期の輪番制で務める運営形態となり、大石寺第55世日布が1881年（明治14年）から1882年（明治15年）にかけて第4代、大石寺第56世日應が1891年（明治24年）から1892年（明治25年）にかけては第15代に、それぞれ就任している。1884年の興門八山会議において、「それ〔総本山〕は大石寺であり、血脈相承の嫡統連綿は大石寺の貫主職以外に無〔い〕」と大石寺は主張したが、他の七本山に受け入れられなかった。
1885年（明治18年）に、興門派八山は分離分派願いを内務省へ提出するが、数か月後にはこれを取り下げた。しかしながら、このように数度にわたり政府へ願い出た結果、1900年大石寺第56世日応の代にいたり大石寺の分離独立が認可され、日蓮宗富士派と公称するに至った。
この直後より、「能く宗旨・宗体を表す」宗号の再検討が行われ、1912年（明治45年）6月7日、大石寺第57世日正の決定により、現在にいたる日蓮正宗という宗号が政府の認可のもと公称されることとなった。

### 昭和（戦前・戦中）
昭和に入り宗教統制が行われる中、宗教団体法が1940年（昭和15年）に施行された。これに対し、日蓮正宗は1941年（昭和16年）3月10日、大石寺御影堂にて『僧俗護法会議』を開き、「本宗六百年来の伝統と信条を生かすために、不純なる合同は絶対に斥（しりぞ）けることで一決した」。これを受けて、大石寺第62世日恭は文部省宗務局長と面会し、合同反対と単独認可を訴えた。その結果、3月31日付をもって単独宗制の認可決定が出された。
解散の覚悟まで迫られた末の独立維持は「日蓮正宗並びに大石寺が持つ底力の強さは、遺憾なく世間に知らしめることができた」ともいえる。このことは、1941年4月1日付の朝日新聞「仏教の宗派は半減」「日蓮正宗（略）だけがそのまま一派として残った」からも読み取れる。

### 昭和（戦後）
戦後、1950年代（昭和30年代）～1960年代(昭和40年代）に日蓮正宗の信徒団体である創価学会が急成長し、日蓮正宗の規模もそれに伴って拡大した一方、1977年（昭和52年）頃から日蓮正宗と創価学会の両者の間には教義の解釈の違いなどで関係悪化が生じ始めた。
- 1945年（昭和20年）
  - GHQの指令により宗教団体法廃止。
- 1946年（昭和21年）
  - 讃岐本門寺（北山本門寺旧末）とその末寺10か寺が、日蓮宗を離脱し日蓮正宗に合流[54]。
- 1950年（昭和25年）
  - 下条妙蓮寺（旧本門宗本山、興門八本山の一つ）とその末寺6か寺が、日蓮宗を離脱し日蓮正宗に合流[54][55]。
- 1956年（昭和31年）
  - 妙泉寺（北山本門寺旧末）が、日蓮宗より離脱して日蓮正宗に合流。
- 1957年（昭和32年）
  - 西山本門寺（旧本門宗本山、興門八本山の一つ）が、第49世由比日光の主導により、本山単独で日蓮宗より離脱し日蓮正宗に合流。塔中・檀信徒の反対派により、日蓮正宗との合併手続きの無効訴訟が起こされる。
  - 保田妙本寺（旧本門宗本山、興門八本山の一つ）とその末寺4か寺、定善寺とその末寺5か寺が、日蓮宗を離脱し日蓮正宗に合流（保田妙本寺は後に離脱）[54][56]。
- 1958年（昭和33年）
  - 妙国寺（定善寺旧末）が日蓮正宗より離脱して単立になる（1976年〈昭和51年〉、日蓮宗に再所属）。
- 1960年（昭和35年）
  - 本源寺（経王山、定善寺旧末）、忠正寺（下条妙蓮寺旧末）が、日蓮宗を離脱し日蓮正宗に合流。
  - 西山本門寺第49世由比日光逝去。日蓮正宗は由比日光の後継指名に基づき下条妙蓮寺の前貫主吉田日勇を後任に任命。
- 1974年（昭和49年）
  - 妙信講（後の顕正会）を講中解散処分[57]。
- 1975年（昭和50年）
  - 西山本門寺の裁判で最高裁判決。信徒側が勝訴し、日勇は西山本門寺より退去。西山本門寺は日蓮正宗より離脱し単立寺院に。
- 1977年（昭和52年）
  - 信徒団体である創価学会が、1月の教学部大会で、会長池田大作の著作「人間革命」を日蓮の遺文に匹敵する御書に位置付けるなど、新たな路線を提示（52年路線）。これに対し、日蓮正宗側は教義からの逸脱であると批判し、創価学会は翌年に謝罪し、和解するが、批判はくすぶり続ける。
- 1979年（昭和54年）
  - 7月に法主の日達が死去し、日顕が後を継ぐ。創価学会との融和路線は継続。
- 1980年（昭和55年）
  - 創価学会を批判してきた「正信覚醒運動」の僧侶が7月に「正信会」を結成し、8月には日蓮正宗側の中止命令を無視して檀徒大会を開催した。これ受け、日蓮正宗は僧侶201人を懲戒処分にした[58]
- 1981年（昭和56年）
  - 正信会側は1月、日顕が日達から血脈相承を受けていないことと、その日顕がなした懲戒は無効であるとする通告状を日顕に送った。さらに同月、僧侶約180人が日蓮正宗と日顕を相手に、日顕が法主の地位を有しないことの確認を求めて提訴[58]（判決は棄却で確定）。一方の日蓮正宗側はこの裁判を起こした正信会僧侶を順次、擯斥処分（僧籍剥奪）に付した[59]。日蓮正宗は擯斥処分した僧侶が住職をつとめる寺院に後任住職を派遣したが、それを拒否した。正信会住職のもと、日蓮正宗から独立した寺院が約150箇所（日蓮正宗寺院の4分の1に相当）あった。
- 1982年（昭和57年）
  - 本顕寺（保田妙本寺旧末）は、正信会会員の住職が日蓮正宗より擯斥処分をうけ、日蓮正宗とは絶縁状態に。2019年（平成31年）、正信会住職の死去により日蓮正宗に復帰。
  - 住職が正信会会員として擯斥処分を受けた寺院が百数十か寺。その大部分は大石寺とともに日蓮宗富士派（日蓮正宗）の設立に参加した寺院や、富士派ないしは日蓮正宗の寺院として建立された寺院である。

### 平成
1990年（平成2年）12月より日蓮正宗と創価学会の両者の関係は、教義の解釈の違いなどの原因により決定的に悪化した。1991年（平成3年）より日蓮正宗と創価学会の両者の関係は抗争状態となった。1991年（平成3年）11月に日蓮正宗は、創価学会に対して破門（処分）にした。1990年（平成2年）の破門前の日蓮正宗信者数は創価学会員を含み公称1,784万人であったが、2008年（平成20年）宗教年鑑に記載されている日蓮正宗信者数は39万6000人となっている。
- 1990年（平成2年）
  - 12月27日：日蓮正宗（宗門）が池田大作（創価学会名誉会長）を法華講総講頭から罷免（解任）した。
- 1991年（平成3年）
  - 11月7日：日蓮正宗（宗門）を誹謗し、また化法・化儀を逸脱した創価学会は外護団体の姿を失ったと日蓮正宗が判断し、創価学会に対して解散勧告を行う[注釈 9][62]。
  - 11月28日：日蓮正宗（宗門）が、創価学会および創価学会インタナショナル（SGI）に対して破門（処分）にした[63]。
- 1993年（平成5年）
  - 保田妙本寺とその旧末寺顕徳寺・遠本寺が、日蓮正宗より離脱して単立になる。
- 1998年（平成9年）
  - 「宗規」一部改正。創価学会に所属する者を除籍[64]。
  - 大石寺第67世日顕の退座以降、正信会住職死去により25か寺が正信会から日蓮正宗に復帰。

- - 5月：正本堂解体。
- 2002年（平成14年）
  - 10月：正本堂に代わる奉安堂が完成。
- 2005年（平成17年）
  - 12月16日：第67世法主日顕退座。総本山第68世法主として日如登座、日蓮正宗管長、大石寺住職に就任。

### 令和
- 2019年（令和元年）
  - 9月20日：第67世（前）法主の日顕死去（96歳没）。
- 2021年（令和3年） 
  - 2月15日・16日：宗祖日蓮大聖人御聖誕八百年慶祝大法要

## 宗門の体制

### 法主の地位
唯授一人の血脈相承を受けた者が総本山法主（ほっす）として日蓮正宗宗門における僧侶の最高位であり、僧階（僧侶の階級）は大僧正（だいそうじょう）である。近年の宗規では、法主のみが管長推戴会議の選定を経て宗務行政の長である管長（宗教法人日蓮正宗の代表役員）の職に必ず就くことになっている。また法主は大石寺の住職（宗教法人大石寺の代表役員）をも兼ねている。現在の法主は、第68世早瀬日如である。
法主の位号として「上人」が用いられ、宗内では通常「法主」とは呼ばず「法主上人」としている。また、尊称として「御法主日○上人猊下」もしくは「御法主上人猊下」、宗務行政上からは「管長猊下」等、「猊下」が用いられる。生前に退座して隠居した前法主は「御隠尊上人猊下」または「御隠尊猊下」と尊称される。
地元の根檀家は「御前さん」と呼んでいる。

### 法主の権能（法義上）・権限（組織上）
次期法主候補者があらかじめ公表されている場合、次期法主候補者は学頭に任じられる。学頭の僧階は権大僧正（ごんだいそうじょう）となる。ただし公表されない場合は、学頭は空席のままである。法主の下には若干名の能化（のうけ）が、法主に次ぐ高僧衆として存在し、現在は11名の僧侶が能化の位にある。
日号・上人号・院号・阿闍梨号の授与権は、本尊書写権や教義裁定権と並んで「法主のみの権能」とされている。このような法義上の重要権能は正宗が認定する重要相伝書の『二箇相承書』および派祖遺文『富士一跡門徒存知事』『五人所破抄』『日興跡条々事』『日興遺誡置文』等に定められた宗規とされており、７５０有余年に渡り引き継がれている、とする。統一的な規律を持たず、住職が個々に文字曼荼羅本尊を書写し、信徒に下賜する日蓮宗とは対照的である。
日号（にちごう）とは、日の字がつく本宗僧侶の実名（じつみょう）をいい、僧侶は得度後一定期間ののち、法主より衣を免許される。さらに一定期間ののち、法主より袈裟を免許されるが、この時に日号も免許される。ただし能化（権僧正以上）の高僧しか存命中に名乗ることは許されない。また、まれにみる篤信の在家信徒に対して、存命中に日号が法主より免許されることもある。死去後、袈裟免許前の僧侶や篤信の在家信徒に法主により戒名中に日号がつけられる場合がある。
上人号は、本宗では高僧の敬称・尊称というより実質的には、法主ないし法主経験者の位号である。なお、法主の免許により、僧正以上の能化が遷化後に追号、権僧正の能化は追贈されることが通例となっている。大僧都の者にも、逝去後に追贈されることがある。
院号は、能化補任の際に法主より免許される。
阿闍梨号は、権僧都以上の者が願い出により法主より免許される。存命中に免許されていなくても大講師以上の者に逝去後に追号されることがある。

### 宗務行政
宗教法人日蓮正宗の宗務行政機関として宗務院があり、その事務を総理する長として、管長の職を置く。管長は総本山法主・大石寺住職が兼任する。宗務院は、総本山大石寺境内に置かれている。管長を補佐する総監の指揮監督の下、庶務部・教学部・布教部・渉外部・海外部・財務部の6部門によって宗務行政が分担される近代的事務機構が構築されている。なお、法的には、宗教法人日蓮正宗の代表役員は法主である管長が務め、総監、重役はその責任役員である。
各部には部長、副部長（現在、庶務部、教学部、布教部、渉外部および財務部は空席）、主任、書記が置かれており、特に庶務部長は実質的に総監を補佐する立場にある。この他に、僧侶の中から選挙によって議員が選ばれる宗会、綱紀粛正機関である監正会、管長が任命した権大僧都以上の者5名による諮問機関である参議会などの合議システムも導入されている。
宗務院は、全国に大布教区とこれに統轄される布教区を置く教区制を敷いており、大布教区に宗務大支院を、布教区には宗務支院を置いている。総本山大石寺塔中には特別布教区を置いている。特別布教区の事務は、大石寺内事部において取り扱われている。内事部では法主である大石寺住職のもと、塔中坊の住職の中から主任理事が1名、理事が若干名、執事が若干名任命され大石寺の寺務の責任者となる。法的には、宗教法人大石寺の代表役員は法主である住職が務め、主任理事、理事、総代がその責任役員である。
また、執事は法主の大石寺住職としての法務を補佐する立場にあり、法主である住職が不在の場合、代理で法要の導師を務めるなどする。

### 出家制度
日蓮正宗寺院の担任教師である住職や教会の担任教師である主管、副住職・副主管は僧の妻帯が解禁された明治維新以降よく見られるような世襲制、家族経営ではなく、管長の辞令により総本山から派遣される中央集権的な制度となっている。そのため、布教の拡大などにより、短期間で住職が交代したり、2つの寺院・教会の間で住職・主管が入れ替わるということもある。副住職・副主管に関しては、宗規で、住職・主管が教師の中から選び、管長の承認を得て着任する決まりとなっている。したがって、住職・主管は寺院・教会の財産を私的に用いる（相続など）ことはできない。
僧侶となる場合、かつては宗内の僧侶が弟子をとることもあった。現在は毎年1月ごろに実施される得度審査に合格して法主の弟子となることが通例となっている。大半の僧侶は少年得度で12歳、小学校卒業と同時に出家する。それ以外の一般得度者（4月1日現在、18歳から57歳まで）も募集される。少年得度の場合、出家得度し高校卒業まで総本山大石寺で修行した後、地方寺院・教会（主に本山格寺院や大都市圏の寺院・教会）で4年程度在勤し、最後に総本山で1年在勤したのち教師に任ぜられる。その翌年春、教師補任式を経て高座説法が法主より免許される。管長の辞令があれば地方寺院・教会の住職・主管（副住職・副主管の場合もあり）として派遣される。一部の僧侶は得度以来総本山で一生を過ごす者もいる。法衣は全僧階とも白五条袈裟に薄墨色の衣（非教師は木綿等、教師は正絹等の素材で僧階が上がると模様が入るなどの違いはある）であるが、袈裟・衣は管長の免許がなければ着用することはできないことになっている。

### 僧階
日蓮正宗では僧階（僧侶の階級）は次のようになっている。
教師
- 大僧正（法主および法主経験者）、権大僧正（学頭〈まれに大学頭〉＝次期法主候補）、僧正（能化）、権僧正（能化）
- 大僧都、権大僧都、僧都、権僧都、大講師、講師、少講師、訓導、権訓導

非教師
- 一等学衆、二等学衆、三等学衆、沙弥、無階（得度後約３箇月）

それぞれの階位の授与等は内部規定による。

### 能化
- 早瀬日如：総本山第68世、常聰院、大僧正
- 藤本日潤：常徳院、僧正
- 八木日照：常要院、権僧正
- 佐藤日栄：慧秀院、権僧正、寺族同心会会長
- 高野日安：慧恭院、権僧正、監正会会長、京都市右京区・平安寺住職
- 佐藤日学：慧徳院、権僧正、参議会議長、大石寺主任理事、静岡県富士宮市・大石寺塔中・百貫坊住職
- 舟橋日謙：慧行院、権僧正、参議、大田区・宝浄寺住職
- 秋元日高：慧法院、権僧正
- 梶原日経：慧浄院、権僧正、監正員、香川県三豊市・讃岐本門寺住職
- 阿部日明：慧聰院、権僧正、布教師会会長
- 漆畑日実：慧澄院、権僧正
- 水島日叡：慧厚院、権僧正

### 宗務役僧
- 管長：早瀬日如（静岡県富士宮市・大石寺住職、元総監）
- 総監：水島日叡（品川区・妙光寺住職、法華講本部指導教師）
- 重役：藤本日潤（墨田区・常泉寺住職、元総監）
- 宗会議長：堀　寿妙（枚方市・経王寺住職）
- 庶務部長：田中導正（静岡県富士宮市・大石寺塔中・蓮東坊住職）
- 教学部長：宮野審道（墨田区・妙縁寺住職、法華講本部指導教師）
- 布教部長：新井契道（板橋区・妙國寺住職、法華講本部指導教師）
- 渉外部長：梅屋誠岳（横浜市南区・久遠寺住職）
- 海外部長：漆畑日実（静岡県富士宮市・本山妙蓮寺住職）
- 財務部長：森田厚道（静岡県富士宮市・大石寺大坊内）
- 海外部副部長：井尻執道（横浜市鶴見区・妙寿寺住職）

## 信徒団体

### 法華講
法華講は宗祖が命名した日蓮正宗唯一の信徒団体である。末寺における日蓮正宗の信徒に対し、管長である法主が許可した組織のことを法華講という。法華講は日常の唱題行や総本山への団参登山を行うものとして、宗史上古来より存在していたが、1962年（昭和37年）にこれらの○○講の連合体として日蓮正宗法華講全国連合会（略称全連）が結成されて加盟するようになった。この全連は1967年（昭和42年）に日蓮正宗法華講連合会（略称連合会）に改称され、現在に至っている。
日蓮正宗の信徒団体を作るには、末寺の住職が信徒団体の指導教師となって信徒団体を作ろうとする代表者と連名で「組織結成許可願」を宗務院に提出し、宗務院での審議を得て日蓮正宗の管長である法主が「組織結成許可書」に署名押印して「組織結成許可書」が交付されて指導教師から○○講に手渡される。これは明治時代からの制度であるが、第2祖日興の「この法門は師弟子をたゞして仏になる法門にて候なり」（佐渡国法華講衆御返事）の伝統と慣習を踏襲したものであり、「組織結成許可書」に類する江戸期の古文書も残っている。こうして結成された○○講は、日蓮正宗法華講全国連合会に加盟申請書を提出し、総本山内の日蓮正宗法華講全国連合会事務所（通称法華講事務所）で加盟手続きが行われる。よって「組織結成許可願」と指導教師のない団体は日蓮正宗の正規の信徒団体とはいえないことになっている。
なお法華講では、日蓮正宗法華講連合会発行の大白法（だいびゃくほう）が唯一の機関紙となっている。毎月1日と16日に発行され、定価は110円（2016年〈平成28年〉4月1日改訂）である。

#### 役員
各末寺の法華講には、講中の代表者の講頭、副講頭、幹事、会計を役員としておくことができる。講頭は各法華講支部の代表者であるが、必ずしも所属寺院の総代のうちから就任するとは限らず、総代以外の者が就任するケースもある。法華講の役員はすべて「組世話役」と定義され、寺院に所属する他の講員に対して指導することは指導教師（住職・主管）に対する越権行為に当たるのでしないことになっている。日蓮正宗法華講連合会には事務機構上、委員長、副委員長、理事、地方部長などの役職があるが、これも「組世話役」と定義され、「連合会」に加盟する各法華講を指導・監督することはない。また名誉職として総講頭、大講頭の称号があるが、信徒を指導することはない。大勢の信徒の前でスピーチをする場合には「挨拶」や「激励」の名目で行う。なお、前総講頭柳沢喜惣次（やなぎさわ・きそうじ）氏が死去して以来総講頭は任命されていないため、現在総講頭は空席である。
名誉職として、名誉総講頭、法華講連合会会長職がある。

##### 法華講連合会役員
- 委員長：関野洋夫
- 副委員長：矢澤正人

#### 法華講支部の例：法華講およびその他講中
- 理境坊所属・妙観講（東京都杉並区）
- 南之坊所属・蘇生講
- 立正寺所属・報恩講
- 覚仁寺所属・正義講　など

### 信徒の活動
信徒の修行としては、本尊に向かって「南無妙法蓮華経」の題目を唱え、法華経を読誦すること（自行の題目）と並び、それを他の人に伝える折伏の修行（化他の題目）が基本となる。自行としての日常の勤行は、妙法蓮華経方便品・如来寿量品（長行、自我偈）の読誦、唱題（「南無妙法蓮華経」の題目を唱えること）を基本構成とし、古来からの朝五座・夕三座の格式を守って行われている。総本山への「登山参詣」（総本山大石寺に参詣すること）末寺への参詣は重要な修行として、成仏への功徳を積むことができる行為と考えられている。
日蓮正宗の檀信徒名簿へ登録を受けるためには、末寺において授戒を受けなければならない。授戒のみ受けて本尊未下附の者は内得信仰と呼ばれる。

### 信徒団体などの処分
1974年（昭和49年）、妙信講（現・冨士大石寺顕正会）に対し破門よりもさらに重い「講中解散」処分が下された。
講中解散は、国立戒壇建立の主張を捨てないからという理由であり、共産党からの「憲法違反ではないか」という批判を受けた創価学会・公明党との確執の中で下されたものだった。国立戒壇とは『三大秘宝抄』に記されている「本門の戒壇」を現代日本の法律に即して意訳したものである。「国立」とは、私的な建立ではなく、国家意思の表明としての建立でなくてはならないという意味である。現在の顕正会のみが、当時の富士大石寺の主張であった国立戒壇を奉持している。
また、創価学会との関係を巡って結成された正信会の僧侶が宗門首脳と対立し、擯斥処分を受けた。

## 機関誌紙

### 大日蓮
日蓮正宗唯一の機関誌（教誌）は大日蓮（だいにちれん）である。ただし、宗制第四条では「機関紙」との表記になっている。時局に応じて号外も発行されている。宗務院録事、総本山録事、宗務広報、法主の説法、布教講演および論文、総本山の動き、末寺の動き、海外の動き、住職・主管就任の挨拶などが載せられていて、定価は400円（2025年〈令和6年〉4月号より改訂）である。宗務院録事には、総本山での法要などの達示、住職・主管などの辞令、講中組織結成許可、末寺の檀家総代（宗教法人の責任役員）の承認、檀徒団体の法華講の役員の認証などが掲載されている。総本山録事には、総本山における人事が載せられている。総本山の動きには総本山で奉修された法要など、末寺の動きには末寺で奉修された法要などが掲載されている。1916年（大正5年）創刊。この他、寺報を発行している末寺もある。

### 大白法
信徒団体の全国組織である法華講連合会が月2回発行する信徒向け新聞。

### 妙教
大日蓮出版内の妙教編集室が月1回発行する信徒向け冊子（定価500円/2025年〈令和6年〉4月号より改訂）。

## 教育・研究機関

### 富士学林
- 大学科（法教院・東京都渋谷区）：1988年（昭和63年）に開設。日蓮正宗非教師僧侶の養成機関。
- 研究科：日蓮正宗教師僧侶の研究・研鑽機関。
- 図書館

### 日蓮正宗教学研鑽所
2012年（平成24年）8月18日に開設。日蓮正宗の伝統法義の護持宣揚、教学の振興および布教の進展に必要な研鑚をおこなう専門機関。

## 行事

### 年中行事
年中行事は以下のとおり。なお、総本山の行事は大石寺を参照。
- 1月1日：元朝勤行
- 1月成人の日：成人式
- 2月節分：節分会
- 2月7日：興師会（派祖・日興上人の祥月命日）
- 2月16日：宗祖誕生会
- 3月春分の日：春季彼岸会
- 4月6・7日：御霊宝虫払大法会
- 4月28日：立宗会[注釈 13]
- 5月1日：大行会（大石寺開基檀那・南条時光の祥月命日）
- 7月15日、8月15日：盂蘭盆会
- 8月19日：寛師会（第26世日寛の祥月命日）
- 9月12日：御難会（竜口法難）
- 9月秋分の日：秋季彼岸会
- 10月 - 11月上旬：日蓮大聖人御会式、御正当会、御逮夜（讃岐本門寺が11月23日に行われるなど本山格寺院は日程が決まっている）
- 11月15日：目師会ならびに七五三祝（三祖・日目の祥月命日）
- 11月20・21日：宗祖御大会（御大会式）

### 恒例行事
- 毎月1日：御経日（信徒精霊、先祖供養）
- 毎月第1日曜：広布唱題会（大石寺では午前8時から、全国末寺では原則午前9時からの1時間唱題会）
- 毎月第2日曜：日蓮大聖人御報恩御講（大石寺大坊では13日のみ、一部の寺院では命日にあたる13日にも行われる）
- 御経廻り（春秋の彼岸やお盆に僧侶による檀家回りが行われる）

### 冠婚葬祭
日蓮正宗の冠婚葬祭は化儀に則って行われるが、地域の風習などで多少の違いがある。
- 初参り、七五三祝い、成人式、結婚式、入仏式、地形式、起工式、上棟式、落成式、葬儀、墓石の建立、法事、塔婆供養、永代回向願い、寺院大過去帳記入願い、諸祈念願い[67]